# Martin Lindsay, 1. Baronet

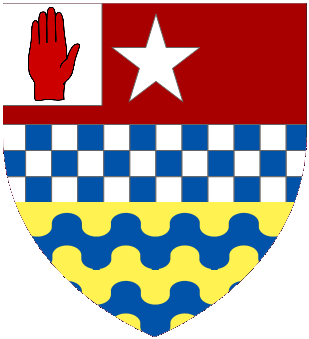
Wappen des Sir Martin Lindsay, 1. Baronet

Sir Martin Alexander Lindsay, 1. Baronet CBE DSO (* 22. August 1905 in London, England; † 5. Mai 1981 in Surrey, England) war ein britischer Adliger, Offizier, Polarforscher, Politiker und Autor.

## Biografie
Martin Alexander Lindsay entstammte einer Nebenlinie des schottischen Clan Lindsay. Sein Vater war Offizier in der Britisch-Indischen Armee.
Lindsay besuchte das Wellington College in Berkshire und die Royal Military Academy Sandhurst. 1925 trat er als Second Lieutenant der Royal Scots Fusiliers in die British Army ein. Zwei Jahre später wurde er für zwei Jahre zum Dienst im Nigeria Regiment der Royal West African Frontier Force abgestellt. Während dieser Zeit gewann er Nigerias Grand National Pferderennen.
1929 durchquerte Lindsay Afrika von Westen nach Osten durch den Ituri-Regenwald im damaligen Belgisch-Kongo. 1930 nahm er an der British Arctic Air Route Expedition nach Grönland teil, die von Gino Watkins geleitet wurde. Für den Erfolg der Expedition erhielten Lindsay und die anderen Teilnehmer die Polar Medal. Lindsay beschrieb die Grönlandexpedition in seinem Buch Those Greenland Days, das 1932 erschien. 1933 veröffentlichte er The Epic of Captain Scott über Robert Falcon Scott.
Nach der 13-monatigen arktischen Expedition wurde Lindsay mit dem 2. Bataillon der Royal Scots Fusiliers nach Shanghai versetzt. 1934 wurde er mit der Leitung der britischen Trans-Greenland Expedition betraut. Ziel war es, einen bisher unbekannten Teil Grönlands zu erforschen und zu kartieren. Die Expedition durchquerte Grönland von West nach Ost. Lindsay schrieb anschließend einen Bericht für die Times; 1935 brachte er das Buch Sledge heraus. Er erhielt die Alexandre de la Roquette Goldmedaille der französischen Geographischen Gesellschaft.
1936 trat Lindsay im Rang eines Lieutenant aus dem Armeedienst aus, um sich seiner Familie und persönlichen Interessen zu widmen. 1932 hatte er Joyce Emily Lindsay (1904–1998) geheiratet. Für die Conservative Party kandidierte erfolglos zu den Wahlen zum House of Commons. Ab 1939 war er Deputy Lieutenant von Lincolnshire.
Mit Ausbruch des Zweiten Weltkriegs kehrte Lindsay 1939 zum Militär zurück. Während der Kampagne zur Verteidigung Norwegens diente er in einer Stabsstelle. Er kritisierte die schlecht organisierte Operation im sogenannten Lindsay Memorandum, das mit zum Rücktritt des Premierministers Neville Chamberlain im Mai 1940 führte; Chamberlains Nachfolger wurde Winston Churchill. Lindsay erhielt für seinen Einsatz die Auszeichnung Mentioned in dispatches.
Im Juli 1944 wurde Lindsay zum zweiten Kommandanten des 1. Bataillons der Gordon Highlanders ernannt. Er wurde im Einsatz verwundet und erhielt den Distinguished Service Order. Seine militärische Karriere beendete er im Rang eines Lieutenant-Colonel. Über seine Erfahrungen im Zweiten Weltkrieg schrieb er das Buch So Few Got Through: The Diary of an Infantry Officer, das 1946 erschien. Im Jahr darauf veröffentlichte er Three Got Through: Memoirs of an Arctic Explorer über seine Arktisexpeditionen.
Im Juli 1945 kandidierte Lindsay erneut für die Conservative Party und schlug im Wahlkreis Solihull seinen Gegenkandidaten Roy Jenkins von der Labour Party. Er behielt seinen Sitz im House of Commons bis 1964, als er sich aus der Politik zurückzog. Neben seiner Tätigkeit als Parlamentarier und darüber hinaus veröffentlichte Lindsay weiterhin Artikel und Bücher. 1952 wurde er als Commander des Order of the British Empire ausgezeichnet. Bei der Krönung von Elisabeth II. 1953 diente er als Gold Staff Officer. Am 27. Februar 1962 wurde ihm der erbliche Adelstitel Baronet, of Dowhill in the County of Kinross, verliehen.
Lindsay betätigte sich fortan als Pferdezüchter. 1967 wurde Lindsays Ehe mit seiner ersten Gattin Joyce geschieden. 1969 heiratete er in zweiter Ehe Loelia, Duchess of Westminster (geborene Ponsonby, 1902–1993), geschiedene Ex-Gattin des Hugh Grosvenor, 2. Duke of Westminster.
Lindsay starb am 5. Mai 1981 in Surrey. Aus seiner ersten Ehe hinterließ er drei Kinder:
- Sir Ronald Alexander Lindsay, 2. Baronet (1933–2004), ⚭ 1968 Nicoletta Storich;
- Jacynth Rosemary Lindsay (* 1934), ⚭ 1961 Lord Mark Fitzalan-Howard, Bruder des Miles Fitzalan-Howard, 17. Duke of Norfolk;
- Oliver John Martin Lindsay (* 1938), Colonel der British Army, ⚭ 1964 Lady Clare Rohais Antonia Elizabeth Giffard, Tochter des John Giffard, 3. Earl of Halsbury.